# Walckenaeria dixiana
Walckenaeria dixiana este o specie de păianjeni din genul Walckenaeria, familia Linyphiidae. A fost descrisă pentru prima dată de Chamberlin și Ivie, 1944. Conform Catalogue of Life specia Walckenaeria dixiana nu are subspecii cunoscute.